# 行政助理
行政助理是一個公司或機構裡面负责各种雜活的文職員工，他們負責為領導安排活動、訂購機票等業務。在美國，95%行政助理都是女性。2010年代，隨著科技和自動化的發展，這一崗位在美國日漸縮減  。